# Parlamento di Singapore
Il Parlamento di Singapore è l'organo legislativo unicamerale della Repubblica di Singapore. 
Basato in gran parte sul Sistema Westminster, il Parlamento è composto da deputati eletti (97), membri non-collegiali (2) e membri nominati dal Presidente della Repubblica (9).

## Storia
Dopo la seconda guerra mondiale, Singapore divenne una colonia della Corona britannica a pieno titolo. 
Il Consiglio legislativo ricostituito (visto che esisteva una sua forma molto limitata e simile già dal 1824) era composto da quattro membri ex-officio del Consiglio esecutivo, sette membri ufficiali, da due a quattro membri non ufficiali e nove membri eletti; il governatore della colonia continuava a detenere il veto e alcuni poteri riservati sulla legislazione. 
Poiché nel consiglio la maggioranza era composta da membri ufficiali, la costituzione era molto criticata dalla popolazione per non consentire ai locali di svolgere un ruolo influente negli affari pubblici. Il governatore Franklin Charles Gimson formò quindi un “Comitato di ricostituzione”, che propose una nuova composizione con quattro membri ex-officio, cinque funzionari, quattro non ufficiali nominati, tre rappresentanti nominati dalla “Camera di Commercio di Singapore”, dalla “Camera di Commercio Cinese” e dalla “Camera di Commercio Indiana” per rappresentare gli interessi economici europei, cinesi e indiani, e sei membri da eleggere a suffragio universale.
La nuova costituzione fu quindi approvata ed entrò in vigore il 1º marzo 1948, con le prime elezioni democratiche di Singapore tenutesi il 20 marzo dello stesso anno.
Nel 1951 furono creati altri tre seggi elettorali nel consiglio.
Nel febbraio 1954, la Commissione costituzionale sotto la presidenza di Sir George William Rendel, che era stata incaricata di rivedere in modo completo la Costituzione della colonia di Singapore, presentò un nuovo rapporto: tra le varie proposte, raccomandava di trasformare il Consiglio legislativo in un'assemblea legislativa di 32 membri composta da tre membri ufficiali ex-officio con incarichi ministeriali, quattro membri non ufficiali nominati e 25 membri non ufficiali eletti. Inoltre, la proposta prevedeva la creazione di un Consiglio dei Ministri, composto dai tre membri ufficiali e dai sei membri eletti nominati dal Governatore su raccomandazione del Capogruppo della Camera, ovvero il leader del più grande partito politico o coalizione avente il sostegno della maggioranza nella legislatura. Le raccomandazioni vennero attuate nel 1955, ma durante le elezioni generali di quell'anno, il Fronte laburista prese la maggioranza dei seggi nel Consiglio e David Marshall divenne il primo Primo ministro di Singapore.
Nel 1956, Marshall e i membri del Consiglio legislativo tennero colloqui con il Colonial Office di Londra per discutere su un possibile autogoverno della colonia, ma Marshall si dimise da Primo ministro dopo il fallimento delle trattative; l'anno successivo Lim Yew Hock, il nuovo Primo Ministro di Singapore, guidò un'altra delegazione per nuovi colloqui sull'autogoverno, questa volta venne raggiunto un accordo sulla composizione di un Consiglio di sicurezza interna. Altri accordi furono rapidamente approvati nel 1958 e il 1 agosto il Parlamento del Regno Unito approvò lo State of Singapore Act 1958, garantendo alla colonia la piena autonomia interna. 
In base alla nuova costituzione di Singapore, entrata in vigore il 3 giugno 1959, il Consiglio legislativo era composto da 51 membri eletti e il governatore fu sostituito dallo Yang di-Pertuan Negara, che aveva il potere di nominare il primo ministro e altri ministri del gabinetto su consiglio del premier. Alle elezioni del 1959, il Partito d'Azione Popolare (PAP) salì al potere con 43 dei 51 seggi e Lee Kuan Yew divenne Primo Ministro.
Il 16 settembre 1963, Singapore ottenne l'indipendenza dalla Gran Bretagna diventando uno Stato federato della Malaysia. Nel parlamento federale, a Singapore vennero assegnati 15 seggi su 127, ma in base alla propria Costituzione, Singapore mantenne il proprio governo esecutivo e Consiglio legislativo. 
Tuttavia, il 9 agosto 1965, Singapore lasciò la Malaysia e divenne una repubblica indipendente, il Republic of Singapore Independence Act 1965, approvato il 22 dicembre 1965, dichiarò dunque che i poteri legislativi erano da lì in poi conferiti al Presidente della Repubblica e al nuovo Parlamento di Singapore, che sostituì il Consiglio legislativo.

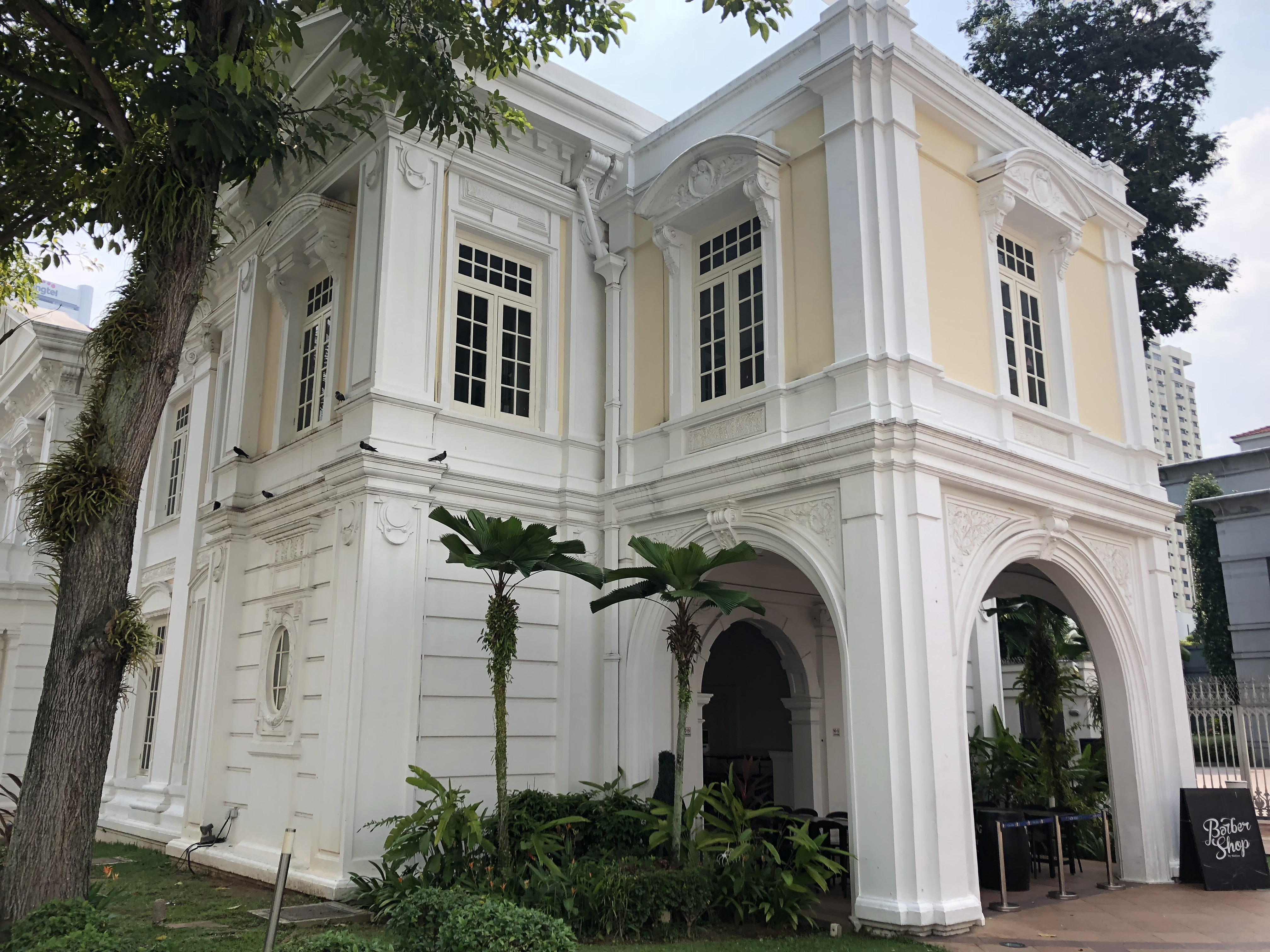
L'ex Consiglio legislativo di Singapore, dal 1965 sostituito dall'odierno Parlamento.

## Funzioni
I tre compiti principali del Parlamento sono:
- Legiferare: prima che una legge venga approvata, viene prima presentata in Parlamento come proposta. Le proposte di legge sono generalmente presentate da un ministro per conto del governo, tuttavia, qualsiasi membro della Camera può presentare un disegno di legge. Ogni disegno deve passare attraverso 3 letture in Parlamento e ricevere l'assenso del Presidente per diventare un atto del Parlamento o una legge.[13]

- Controllo: All'inizio di ogni seduta del Parlamento, un'ora e mezza è riservata alle interrogazioni, questa è un'occasione per i parlamentari per sollevare domande ai ministri sulle responsabilità dei rispettivi ministeri. Interrogando i ministri, i parlamentari rendono il governo responsabile delle sue azioni e consentono al pubblico di ascoltare uno spettro di punti di vista e opinioni per scoprire come vengono prese le decisioni che li riguardano, le interrogazioni possono essere presentate da qualsiasi deputato che può chiedere risposte orali o scritte ai ministri.

- Controllo finanziario: il Parlamento esercita il controllo finanziario richiedendo al governo l'approvazione della Camera per il suo bilancio annuale, il rendiconto finanziario e i bilanci di ciascun Ministero sono dibattuti in Aula prima che i parlamentari diano la loro approvazione. Il Ministro delle Finanze presenta in Parlamento la Dichiarazione di Bilancio annuale, che esaminerà la performance economica del Paese nell'anno precedente e annuncerà proposte economiche (comprese eventuali tasse o incentivi da introdurre per l'anno successivo). Il Libretto di Bilancio riporta in dettaglio le previsioni di spesa che illustrano come ciascun Ministero propone di utilizzare i fondi pubblici ad esso assegnati nel nuovo esercizio finanziario. Queste sessioni di dibattito durano dai 7 ai 10 giorni dopo i quali viene approvato il disegno di legge di approvvigionamento, il quale autorizza il Governo a prelevare dal “Fondo unico” e dal “Fondo di sviluppo” le somme necessarie al finanziamento dei servizi pubblici.

## Seggi spettanti per collegio elettorale
| Collegio            | Seggi |
| Aljunied            | 5     |
| Ang Mo Kio          | 5     |
| Bishan-Toa Payoh    | 4     |
| Bukit Batok         | 1     |
| Bukit Panjang       | 1     |
| Chua Chu Kang       | 4     |
| East Coast          | 5     |
| Holland-Bukit Timah | 4     |
| Hong Kah North      | 1     |
| Hougang             | 1     |
| Jalan Besar         | 4     |
| Jurong              | 5     |
| Kebun Baru          | 1     |
| MacPherson          | 1     |
| Marine Parade       | 5     |
| Marsiling-Yew Tee   | 4     |
| Marymount           | 1     |
| Mountbatten         | 1     |
| Nee Soon            | 5     |
| Potong Pasir        | 1     |
| Punggol West        | 1     |
| Radin Mas           | 1     |
| Sembawang           | 5     |
| Sengkang            | 4     |
| Tampines            | 5     |
| Tanjong Pagar       | 5     |
| West Coast          | 5     |
| Yio Chu Kang        | 1     |
| Yuhua               | 1     |
| Totale              | 93    |
| ------------------- | ----- |

## Legislature
Maggioranza
     Opposizione
| Elezioni   | Composizione (all'inizio della legislatura) | Capogruppo                                                               | Primo Ministro          | Leader dell'Opposizione                                    | PAP            | WP       | SDP | SPP                 | SDA | PSP                 | BS | UPP |
| ---------- | ------------------------------------------- | ------------------------------------------------------------------------ | ----------------------- | ---------------------------------------------------------- | -------------- | -------- | --- | ------------------- | --- | ------------------- | -- | --- |
| 12° (2011) | 6:83                                        | Michael Palmer (2011–12) Charles Chong (2012–13) Halimah Yacob (2013–15) | Lee Hsien Loong (2004-) | Low Thia Khiang (WP) (2011-15)                             | 81↓ 80↓ 79     | 6↓ 7     | –   | 1 (non costituente) | –   | –                   | –  | –   |
| 13° (2015) | 10:83                                       | Halimah Yacob (2015–17) Tan Chuan-Jin (2017– 2020)                       | Lee Hsien Loong (2004-) | Low Thia Khiang (WP) (2015–18) Pritam Singh (WP) (2018–20) | 83↓ 82         | 6        | –   | –                   | –   | –                   | –  | –   |
| 14° (2020) | 10:83                                       | Tan Chuan-Jin (2020–2023) Seah Kian Peng (2023-)                         | Lee Hsien Loong (2004-) | Pritam Singh (WP) (2020-)                                  | 83↓ 82↓ 81↓ 79 | 10↓ 9↓ 8 | –   | –                   | –   | 2 (non costituenti) | –  | –   |